# Két félidő a pokolban
A Két félidő a pokolban Fábri Zoltán 1961-ben forgatott 120 perces fekete-fehér filmdrámája, Sinkovits Imre, Garas Dezső, Márkus László és Molnár Tibor főszereplésével. 
Magyarországi premierje 1961. november 2-án volt a Puskin moziban.
A film megtörtént eseményen alapul, amely 1942 nyarán Kijevben, a megszálló csapatok katonaválogatottjai és a főleg Dinamo Kijev-játékosokból álló szovjet hadifoglyok között lejátszott labdarúgó-mérkőzések utolsójaként, „halálmérkőzés” néven híresült el.
A Két félidő a pokolban remake-jeként készült 1981-ben John Huston amerikai-brit koprodukcióban forgatott Menekülés a győzelembe című filmje.

## Cselekmény
1944 áprilisában, valahol Kárpát-Ukrajnában, a védelmi vonalépítéshez fakitermelést végző 306/2-es magyar különleges munkásszázadból futballcsapatot akarnak verbuválni, hogy a Führer születésnapja tiszteletére megmérkőzzön egy német utászcsapattal. A század tagja Ónodi, vagy ahogyan mindenki nevezi: Dió, az egykori focilegenda is, akinek megparancsolják, hogy a lerongyolódott, kiéhezett munkaszolgálatosok közül válasszon ki játékosokat. Ónodi, aki szerint a foci szent dolog, képtelenségnek tartja, hogy a legyengült emberekkel focizzon, azt kéri, hogy kapjanak jobb élelmezést és egy labdát az edzéshez, továbbá mentesítsék őket a munka alól, hogy a felkészülésre koncentrálhassanak. A németek belemennek, azzal a kikötéssel, hogy zsidó nem játszhat. Mivel Ónodi a saját századából mindössze nyolc férfit tudott kiállítani, a másik, egy kőbányában dolgozó kisegítő munkásszázadból is válogat. Mindenki, még az öreg, a beteg és a kétballábas is be akar kerülni a csapatba, hiszen a felkészülés és a meccs a kiválasztottak részére az életben maradást ígéri: kenyeret, pihenőt, s a borzalmaktól való megszabadulást. Csetlő-botló mozgása ellenére bekerül a csapatba Steiner is, aki zsidó és nem tud játszani; a haláltól való félelmében hazudott Ónodinak. A felkészülés közben a játékosok lefegyverzik az őrüket és szökést kísérelnek meg, de hamarosan elfogják őket. Tettükért haditörvényszék elé akarják állítani őket, ami egyet jelent a halálos ítélettel, ám a meccset előbb le kell játszaniuk. A csapat ellenszegül; ilyen körülmények között nem akarnak focizni. Zalán főhadnagy közli velük: ha nem állnak ki, von Stein ezredes azonnal agyonlöveti őket, ha viszont elégedett lesz az eredménnyel, lehet, hogy mégsem végzik ki a csapat tagjait. A szökés közben lelőtt Rácz helyére – saját kérésére – Szabó szakaszvezető áll be a csapatba. Az első félidő végén 3:1-re vezetnek a németek. A második félidőre az esélytelenek nyugalmával kivonuló magyarok a munkásszázad fanatikus szurkolása mellett végrehajtják a lehetetlent: előbb kiegyenlítenek, majd átveszik a vezetést. Örömük azonban nem tart sokáig, mert a feldühödött német ezredes lelövi Steinert, a közben felállított géppuskások pedig lemészárolják a magyar csapatot és a szurkolók egy részét...

## Szereplők
- Sinkovits Imre – Ónodi II (Dió)
- Garas Dezső – Steiner
- Márkus László – Pogány Csöpi
- Molnár Tibor – Rácz János
- Koltai János – Karácsony Géza
- Benkő Gyula – Kovács Guszti
- Suka Sándor – Koczina Rudolf
- Gera Zoltán – Tankó Sándor
- Velenczei István – Ferenczi Kornél „zászlós úr”
- Horváth József – Szabó szakaszvezető
- Komlós András – Balogh Ernő
- Végvári Tamás – Tankó Pali
- Rajz János – Lipták
- Görbe János – Eberhardt
- Egri István – Hollander dr.
- Solti Bertalan – Agárdi
- Misoga László – Siska
- Apor Noémi – Cica
- Fenyő Emil – Von Stein ezredes
- Brachfeld Siegfried – Heilig százados
- Makláry János – Holup őrmester
- Farkas Antal – Csorba tizedes
- Szendrő József – Rápity őrmester
- Bángyörgyi Károly – Zalán főhadnagy
- Iványi József – Mórocz Endre
- Gerard Laboch
- Szemere Sándor
- Ross József
- Győző László
- Kollár Béla
- Szoó György
- Balázs József
- Nagy Tamás
- Tenk Imre
- Balázs József
- Barsy Béla
- Kollár Gyula
- Koltay Gyula
- Szilágyi Gyula – Sztepan

## Stáblista
A film végefőcím stáblistája, valamint a Magyar Nemzeti Digitális Archívum és Filmintézet (MaNDA) film-adatlapja az alábbi közreműködőket sorolja fel: 
- rendező: Fábri Zoltán
- forgatókönyvíró: Fábri Zoltán, Bacsó Péter
- dramaturg: Thurzó Gábor
- operatőr: Szécsényi Ferenc
- segédrendező: Sivó György
- másodasszisztens: Köő Sándor
- vágó: Szécsényi Ferencné
- zeneszerző: Farkas Ferenc
- hangmérnök: Pintér György
- építész: Kopp Ferenc
- díszlettervező: Fábri Zoltán
- jelmeztervező: Békési Lajosné
- gyártásvezető: Föld Ottó
- felvételvezető: Oláh Lajos
- vágóasszisztens: Mészáros Mária
- maszkmester: Hadai Károly
- fővilágosító: Bursi Imre
- berendező: Gáti Tilda
- vers: József Attila
- szaktanácsadó: Csanádi Árpád dr.

## A film

### Alapötlete
A film alapjául megtörtént események szolgáltak. Noha Marx József Fábri-monográfiájában az szerepel, hogy Bacsó Péter ajánlotta a rendező figyelmébe – „ismeretlen történelmi dokumentumra" hivatkozva – a magyar munkaszolgálatosok és a német katonák valahol Kárpát-Ukrajnában, Hitler születésnapján lejátszott mérkőzésének ötletét, erre nincs megjelölt forrás. Nagyobb a valószínűsége annak, hogy az alapötlet valójában az FC Sztart nevű ukrán egyesület történetéből származik, melyről 1958-ban adott hírt a szovjet sajtó. A Dinamo és a Lokomotiv Kijev hadifogságból elengedett játékosaiból verbuvált csapat a megszálló hadseregek katonáival (németekkel, románokkal, magyarokkal) több mérkőzést is játszott, az utolsót 1942. augusztus 9-én, ami "halálmérkőzés" néven híresült el. Nem sokkal később a németek a szovjet csapat egyik játékosát kivégezték, a többieket munkatáborba vezényelték, s közülük is többet meggyilkoltak. Újabb német és ukrán kutatások szerint a legendát a szovjetek kiforgatták; a csapat vesztét valójában egy héttel később, a helyi Ruh elleni 8:0-ás mérkőzés okozta, amiért bosszúból bepanaszolták a Sztartot a Gestaponál, azt állítva, hogy abban az NKVD ügynökei játszanak.

### Hatása és jelentősége
A Két félidő a pokolban Fábri legjobban sikerült alkotásai közé tartozik. A hatalomnak, a történelemnek kiszolgáltatott kisember drámájára épülő tragikus groteszk egyedülálló abban, hogy a döntő többségben filmadaptációval foglalkozó rendező három eredeti forgatókönyv alapján készült filmje közül – idejekorán túllépve a sematikus kereteken – ez lett valóban sikeres. A pillanatok alatt végletesen változó érzelmek, indulatok, hangulatok hatalmas, tragikomikus skáláját bemutató alkotás Fábri Zoltánnak a második világháború témakörébe tartozó trilógiájának az első darabja (a másik kettő: a Nappali sötétség és az Utószezon).
A futballőrület és a munkatábor lélektanának egybejátszatásával a rendező a lélekábrázoló művészetének csúcsára jutott. Nála a labdarúgás élet-halálharc kérdése lett. Az esély nélkül is vállalt küzdelem a játékszabályok betartásának lehetőségét kínálja, a legmegalázóbb és legkilátástalanabb helyzetben is képessé teszi a győzelemre a „halálraítélt” munkaszolgálatos katonákat; a gólöröm visszaadja a pálya szélén szurkoló sorstársaiknak is emberi méltóságukat. A győzelem erkölcsi fölénnyel, nyílt ellenállással ér föl: a németek szórakoztatására rendezett mérkőzés így válik vérbe fojtott dicsőséges forradalommá.
A szabadságában korlátozott ember másfél órányi demokráciaillúziója, a méltatlan körülmények között kivívott „sportgyőzelem egyenlő erkölcsi győzelem" mondanivalója, valamint a csapatjáték mint az összetartó társadalom allegóriája először Fábrinál jelent meg ennyire kézzelfoghatóan. Ezért tudott megihletni olyan alkotókat is, mint John Huston vagy Robert Aldrich.

### Elismerése
A film 1962-ben megnyerte a magyar filmkritikusok az évben első alkalommal kiosztott nagydíját, Sinkovits Imre pedig megkapta a legjobb férfi alakítás díját. Ugyanabban az évben két nagyobb nemzetközi fesztiválon vett részt: a Bostoni Filmfesztiválon a kritikusok díjazták egy oklevéllel, a Mar del Plata-i nemzetközi filmfesztiválon pedig az Arany Ombú fődíjért versenyzett. 1963-ban a Thessaloniki Nemzetközi Filmfesztiválon tiszteletbeli díjra jelölték a film rendezőjét.

### Digitális restaurálása
A film teljes körű digitális restaurálására a Magyar Filmlaborban került sor 2017-ben a Magyar Nemzeti Filmalap Filmarchívum Igazgatóság „A magyar filmörökség hosszútávú filmrestaurálási programja” keretében. A restaurálás vezetője Fazekas Eszter filmtörténész, filmfelújítási és digitalizálási menedzser volt, a digitális fényelést Csukás Sándor operatőr végezte. A restaurálás a film eredeti kép- és hangnegatívja, illetve eredeti szérianegatívja felhasználásával készült.

## Remake-ek
1963-ban, a Két félidő a pokolban megjelenése után két évvel elkészült a történet szovjet változata is A harmadik félidő (Третий тайм) címmel, Jevgenyij Efimovics Karelov rendezésében. A propagandisztikus film az 1942-es kijevi halálmérkőzés alapján készült, Magyarországon 1964. április 2-án mutatta be a Honvéd mozi, mérsékelt sikerrel.
1974-ben készült el az alapötletet felhasználásával a film teljesen amerikanizált változata, Robert Aldrich Hajrá, fegyencváros! című filmvígjátéka, Burt Reynolds főszereplésével. Ebben a labdarúgásból amerikai futball lett, a munkatáborból börtön. E filmnek később három remake-je is készült: a brit Barry Skolnick 2001-ben forgatta le Gépállat SC-jét, amelyben az amerikaifociból ismét labdarúgás lett; 2005-ben készült Adam Sandler Csontdarálója; valamint Moataz Altony Egyiptomba áthelyezett és ugyancsak futballt játszó Captain Masr című filmje (2015).
1981-ben mutatták be John Huston Menekülés a győzelembe című alkotását, amely ugyanerre az alaptörténetre támaszkodik, ám a helyszíne Párizs lett, a játékosok több nemzetiségből származó foglyok, akik szökésre akarják felhasználni a meccset, a történet pedig happy enddel végződik, Sylvester Stallone, Michael Caine, Max von Sydow, Pelé és Bobby Moore főszereplésével. Az Andrew G. Vajna társproducerségével készült filmet részben Magyarországon forgatták, további magyar érdekessége, hogy a Két félidő a pokolban játszó Gera Zoltán ugyancsak szerepel benne, a francia Viktort alakítva.
2012-ben az orosz Andrej Igorjevics Maljukov Mérkőzés (Матч) című filmje megismétli az 1963-as szovjet propagandaváltozatot, figyelmen kívül hagyva az ukrán tanúk és tudósok megállapításait. A filmben orosz kommunisták harcolnak a német megszállók ellen; az összes kollaboráns viszont ukránul beszél. Az ukrán hatóságok több hónapra blokkolták a film bemutatását, mivel szerintük az torz képet ad a történtekről.

## Díjak
- 1962 – díj: Magyar filmkritikusok nagydíja [7]
- 1962 – díj: Magyar Filmkritikusok Díja (legjobb férfi alakítás – Sinkovits Imre) [7]
- 1962 – díj: Bostoni Filmfesztivál (kritikusok díja) [8]
- 1962 – jelölés: Mar del Plata-i nemzetközi filmfesztivál (Arany Ombú) [9][10]
- 1963 – jelölés: Tesszaloniki Nemzetközi Filmfesztivál (tiszteletbeli díj – Fábri Zoltán) [10]

## További információ
- Két félidő a pokolban a filmkereső.filmarchív.hu-n